# Loxostege oculifera
Loxostege oculifera là một loài bướm đêm trong họ Crambidae.